# عقيل رايت
عقيل رايت (بالإنجليزية: Akil Wright)‏ هو لاعب كرة قدم بريطاني في مركز الوسط، ولد في 13 مايو 1996 في دربي في المملكة المتحدة. لعب مع ستوكبورت كونتي وفليتوود تاون ونادي بارو ونادي ريكسهام ونادي يورك سيتي.

## وصلات خارجية
- عقيل رايت على موقع قاعدة بيانات كرة القدم.إي يو (الإنجليزية)
- عقيل رايت على موقع Soccerbase.com (لاعب) (الإنجليزية)
- عقيل رايت على موقع Soccerway.com (الإنجليزية)